# Luigi Rizzo
Luigi Rizzo, primo conte di Grado e di Premuda (Milazzo, 8 ottobre 1887 – Roma, 27 giugno 1951), è stato un comandante marittimo e ammiraglio italiano.
Prestò servizio nella Regia Marina durante la prima e la seconda guerra mondiale ricevendo numerose decorazioni. Prese parte come volontario all'Impresa fiumana e alla guerra d'Etiopia. Fu consigliere nazionale della Camera dei Fasci e delle Corporazioni.

## Biografia
Nacque a Milazzo l'8 ottobre 1887 in una famiglia di comandanti di mercantili. Capitano di lungo corso nella Marina mercantile, il 17 marzo 1912 fu nominato sottotenente di vascello di complemento della riserva navale.

### Prima guerra mondiale
Nel primo conflitto mondiale, dal giugno 1915 alla fine del 1916 venne destinato alla difesa marittima di Grado, dove, agli ordini del capitano di corvetta Filippo Camperio prima e del capitano di fregata Alfredo Dentice di Frasso poi, si distinse particolarmente, ottenendo anche una medaglia d'argento al valor militare.
Successivamente fu trasferito nella neonata squadriglia dei MAS, prendendo parte a varie missioni di guerra.

Fra queste si ricordano:
- maggio 1917: cattura di due piloti di un idrovolante austriaco ammarato per avaria; per tale azione ottenne la seconda medaglia d'argento al valor militare;
- dicembre 1917: affondamento della corazzata guardacoste austriaca Wien, avvenuto nella rada di Trieste. Per questa azione Rizzo venne decorato con la medaglia d'oro al valore militare. Nello stesso mese, per le missioni compiute nella difesa delle foci del Piave, venne decorato con una terza medaglia d'argento al valor militare e promosso tenente di vascello per meriti di guerra, ottenendo il passaggio in s.p.e. (servizio permanente effettivo);
- febbraio 1918: con Gabriele D'Annunzio e Costanzo Ciano partecipò alla "beffa di Buccari", ottenendo una medaglia di bronzo al valor militare, commutata al termine della guerra in medaglia d'argento al valor militare;
- giugno 1918: il 10 giugno 1918, al largo di Premuda, attaccò e affondò la corazzata Szent István[1]. Per questa azione venne insignito della Croce di Cavaliere dell'Ordine Militare di Savoia; infatti, in virtù del R.D. 25 maggio 1915 n. 753, che vietava di conferire alla stessa persona più di tre medaglie al valore cumulativamente d'argento e d'oro, non fu fregiato della seconda medaglia d'oro al valor militare. Tale limitazione fu abrogata con il R.D. 15 giugno 1922 n. 975 e quindi con R.D. 27 maggio 1923 gli fu revocata la nomina a cavaliere dell'Ordine militare di Savoia e concessa la medaglia d'oro al valor militare per l'impresa di Premuda.

Volontario fiumano nel 1919, fu posto da D'Annunzio alla guida della Flotta del Quarnaro e prestò la sua attività in favore del rifornimento di viveri alla città fino agli inizi del 1920. Quell'anno lasciò il servizio attivo con il grado di capitano di fregata. 

### Dopoguerra
Nei primi anni del dopoguerra gli nacquero i tre figli: Giacomo (1919), Giorgio (1921), Maria Guglielmina (1924). Nel 1925 assunse la presidenza della Società di Navigazione Eolia di Messina, carica che manterrà fino al 1948. L'anno successivo fondò a Genova la Calatimbar, società tra armatori, esportatori e spedizionieri, che aveva lo scopo di imbarcare tutte le merci in partenza da quel porto. Alla Calatimbar parteciparono anche privati, quali la FIAT, ed Enti pubblici, come il Consorzio del porto di Genova e le Ferrovie dello Stato. Negli anni successivi fu anche nominato presidente della Cassa Marittima Infortuni e Malattie della Gente di Mare, dell'Unione Italiana Sicurtà Marittima e della Società Anonima di Navigazione Aerea.
Con regio decreto di concessione del 25 ottobre 1932 e rr.ll.pp. del 20 giugno 1935, fu nominato Conte di Grado. Il predicato di Premuda fu aggiunto al titolo comitale di Grado con r.d. motu proprio di concessione del 20 ottobre 1941. Nel 1936, volontario, partecipò alla guerra d'Etiopia; il 18 giugno 1936 fu nominato ammiraglio di divisione della Riserva Navale, per meriti eccezionali.
Nel 1939 fu Consigliere nazionale della Camera dei Fasci e delle Corporazioni.

### Seconda guerra mondiale
Il 10 giugno 1940, allo scoppio delle ostilità, chiese di rientrare in servizio e si occupò della lotta antisommergibile nel Canale di Sicilia; fu dispensato dal servizio nel gennaio del 1941, assumendo la carica di presidente del Lloyd Triestino. Il 20 febbraio 1942 fu nominato presidente dei Cantieri Riuniti dell'Adriatico.
Il 16 settembre 1943 il figlio ventiduenne Giorgio, sottotenente di vascello al comando di un MAS, rimase ucciso a Piombino sotto un bombardamento tedesco. Egli recuperó il corpo del figlio da una fossa comune nell'isola d'Elba e pubblicò una raccolta di lettere e documenti nel suo ricordo
Dopo l'8 settembre 1943 ordinò il sabotaggio dei transatlantici e dei piroscafi affinché non cadessero in mano tedesca. Per questa sua direttiva venne trasferito dalla Gestapo in Austria, prima nel carcere di Klagenfurt e successivamente nel soggiorno obbligato a Hirschegg, dove fu raggiunto dalla figlia Maria Guglielmina.

### Ultimi anni

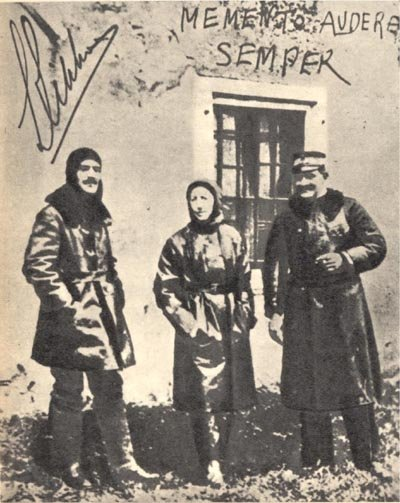
Rizzo (a sinistra) con D'Annunzio e Costanzo Ciano

Rimpatriato al termine del conflitto, morì a Roma il 27 giugno 1951, due mesi dopo un'operazione per un tumore al polmone. L'operazione fu effettuata dal professor Raffaele Paolucci, suo grande amico, che durante la Grande Guerra era stato il protagonista con il maggiore del genio navale Raffaele Rossetti dell'affondamento nel porto di Pola della corazzata austriaca Viribus Unitis.

## La dedica di D'Annunzio
La cittadinanza di Milazzo, in occasione della dedica di una medaglia d'oro al suo concittadino, comandante Rizzo, chiese a Gabriele D'Annunzio il testo della dedica e dell'iscrizione. 
(Gabriele D'Annunzio)

## Galleria d'immagini

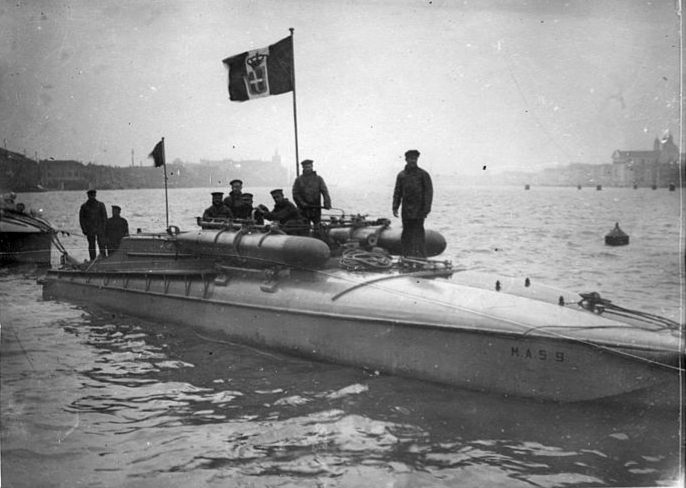
Il MAS nº 9 al rientro a Venezia
Il MAS nº 13 al rientro a Venezia
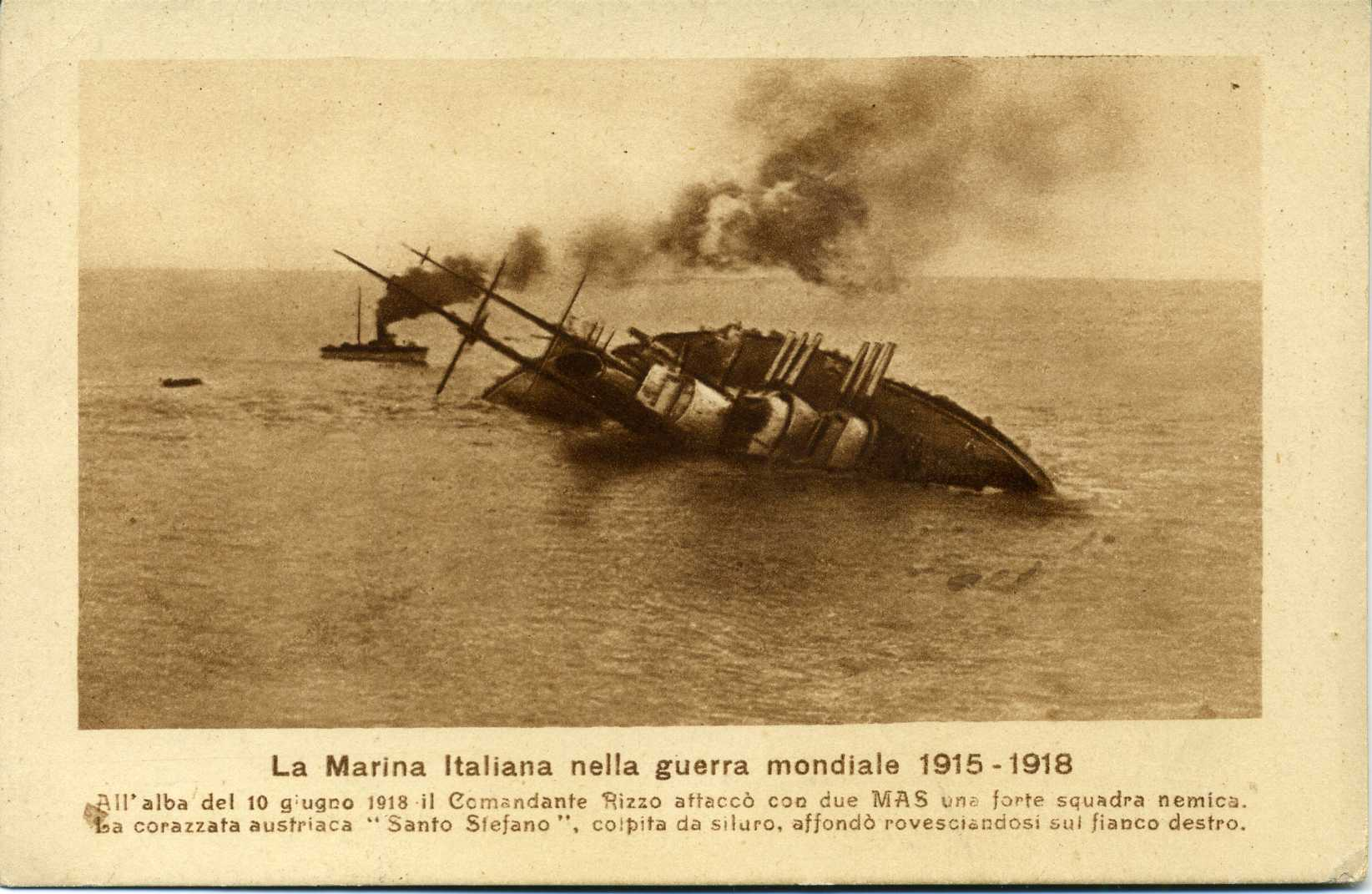
La corazzata austriaca Santo Stefano in procinto di affondare

## Riconoscimenti
A Luigi Rizzo è intitolata la sesta unità della nuova classe Bergamini della Marina Militare, il Luigi Rizzo (F595), impostata a Riva Trigoso il 5 marzo 2013 e varata il 19 dicembre 2015 alla presenza di Maria Guglielmina Rizzo, figlia di Luigi Rizzo e madrina del varo. L'unità è entrata in servizio il 20 aprile del 2017. In precedenza era stata intitolata all'ammiraglio Rizzo anche la fregata Luigi Rizzo (F596), in attività dal 1961 al 1980.

## Cinematografia
Nel 1923 l'Istituto Luce produsse il film documentario Eroi del mare nostro, girato alla Spezia con Rizzo protagonista e la Tegetthoff, assegnata nel primo dopoguerra all’Italia, a fare le veci della Szent István.
L'affondamento della Santo Stefano è il tema del documentario del 2008: Fumo nero all'orizzonte, mentre nel 2018 è uscito il film Il destino degli uomini, regia di Leonardo Tiberi.